# Kanton Mirebeau-sur-Bèze
Kanton Mirebeau-sur-Bèze (francouzsky Canton de Mirebeau-sur-Bèze) je francouzský kanton v departementu Côte-d'Or v regionu Burgundsko. Tvoří ho 21 obcí.

## Obce kantonu
- Arceau
- Beaumont-sur-Vingeanne
- Beire-le-Châtel
- Belleneuve
- Bèze
- Bézouotte
- Blagny-sur-Vingeanne
- Champagne-sur-Vingeanne
- Charmes
- Cheuge
- Cuiserey
- Jancigny
- Magny-Saint-Médard
- Mirebeau-sur-Bèze
- Noiron-sur-Bèze
- Oisilly
- Renève
- Savolles
- Tanay
- Trochères
- Viévigne